# Suzuki GSX 750
Die GSX 750 (AE) ist ein Motorrad des japanischen Fahrzeugherstellers Suzuki aus der Kategorie der Naked Bikes.
Das Modell kam 1998 auf dem Markt und sollte die Lücke zwischen der 600 Bandit sowie der 1200 Bandit schließen. Aufgrund seines eigenständigen Designs erhielt es den Beinamen Inazuma (jap. „Blitz“), welcher jedoch aus Gründen des Markenrechts in Deutschland nicht verwendet werden durfte.

## Design
Die GSX 750 AE ist in vielen Details in klassischem Stil gehalten; Merkmale hierfür sind zwei einzelne Stoßdämpfer an der Hinterradschwinge, kleine Seitendeckel und ein großer Rundscheinwerfer.

## Technik
Der durch 32 statt 36'er Vergaser leistungsreduzierte 6-Gang Motor der GSX 750 F mit Luft-/Ölkühlung entstammte ursprünglich aus der frühen GSX-R 750 und liefert die Leistung einer Suzuki GSX 750 ES (EF) (nun mit Kennfeld-Zündung, aber ohne Ganganzeige). Das Modell ist bis auf den Motor nahezu baugleich mit der 1999 erschienenen GSX 1200.